# إدوارد داوسون
إدوارد داوسون (بالإنجليزية: Edward Dawson)‏ (و. 1907 – 1968 م) هو لاعب كرة السلة كندي، شارك في الألعاب الأولمبية الصيفية 1936، توفي في لندن، عن عمر يناهز 61 عاماً.
.

## روابط خارجية
- إدوارد داوسون على موقع سبورتس رفرنس (الإنجليزية)
- إدوارد داوسون على موقع أوليمبيديا (الإنجليزية)